# Evermannichthys convictor
Evermannichthys convictor är en fiskart som beskrevs av Böhlke och Robins, 1969. Evermannichthys convictor ingår i släktet Evermannichthys och familjen smörbultsfiskar. Inga underarter finns listade i Catalogue of Life.